# Milone di Verona
Milone (... – 980 o 981) è stato un vescovo italiano.

## Biografia
Figlio di Manfredo conte di Lomello, fu insediato nella diocesi di Verona attorno al 950-51 grazie allo zio Milone (da cui prende il nome) il quale organizzò dei negoziati economici dopo il trasferimento di Manasse (a cui fu pure versato un tributo) a Milano. La sua nomina fu convalidata da papa Agapito II che gli concesse una dispensa vista la giovane età.
Milone fu a capo della cattedra di Verona sino al 961, quando fu sostituito dal vecchio vescovo Raterio, sostenuto da Ottone I. Anche il fratello Egelrico, anch'egli sostenitore di Berengario II, venne privato del titolo comitale. Nel 968 la definitiva caduta di Raterio gli permise di riprendere possesso della diocesi, che resse sino alla morte.